# Psychopolitics, Neoliberalism and new technologies of power
Psychopolitics, Neoliberalism and new technologies of power är en bok av Byung-Chul Han, som är filosof och professor vid Universität der Künste i Berlin.

## Innehåll
Psychopolitics undersöker de nya makttekniker vilka sedan neoliberalismen blev den dominerande formen av  realpolitik på 70/80-talet, gjort sig gällande med hjälp av ny teknik såväl som ideologi.
Kapitlen är som följande:
1. The crisis of freedom
2. Smart power
3. The mole and the snake
4. Biopolitics
5. Foucault's dilemma
6. Healing as killing
7. Shock
8. Friendly big brother
9. Emotional capitalism
10. Gamification
11. Big data
12. Beyond the subject
13. Idiotism